# القسم الأوسط من مقاطعة إيرانشهر
القسم الأوسط من مقاطعة إيرانشهر هو أحد أجزاء مقاطعه إيرانشهر في مقاطعة سيستان وبلوشستان في إيران.

## أقسام البلاد
- القسم الأوسط من مقاطعة إيرانشهر
  - قسم حومه الريفية
  - قسم ابتر الريفية

مدینه : ایرانشهر

## السكان
وفقا لتعداد المركز الإحصائي الإيراني ، بلغ عدد سكان الجزء الأوسط من مقاطعة إيرانشهر في عام 2016 170536 نسمة..